# The Hunger Games: Catching Fire
The Hunger Games: Catching Fire er en amerikansk science fiction-eventyrfilm fra 2013, baseret på Suzanne Collins' dystopiske roman Løbeild, den anden bog i The Hunger Games-trilogien. Filmen er efterfølgeren til The Hunger Games og er nummer to i The Hunger Games-serien. Den er produceret af Nina Jacobson og Jon Kilik og distribueret af Lionsgate. Francis Lawrence har instrueret filmen, mens manuskriptet er forfattet af Simon Beaufoy og Michael Arndt. Ud over dem, der spiller med i den første film, medvirker Philip Seymour Hoffman, Jeffrey Wright, Sam Claflin, Lynn Cohen, Jena Malone, Amanda Plummer, Alan Ritchson og Meta Golding.
Handlingen i The Hunger Games: Catching Fire finder sted et par måneder efter den foregående film. Katniss Everdeen er nu vendt hjem i god behold efter at have vundet det 74. årlige dødsspil og bliver sammen med Peeta Mellark hyldet. Gennem historien fornemmer Katniss, at der ulmer et oprør mod det undertrykkende Capitol overalt i distrikterne. Optagelserne begyndte den 10. september 2012, i Atlanta, Georgia, før de flyttede til Hawaii.
The Hunger Games: Catching Fire blev udgivet den 15. november 2013 i Brasilien, 20. november i Finland, Sverige og Norge, 21. november i Storbritannien, og i IMAX den 22. november i USA.

## Handling
Efter at have vundet det 74. dødsspil vender Katniss Everdeen og Peeta Mellark hjem til Distrikt 12. Præsident Snow besøger Katniss og forklarer, at hendes handlinger i spillet har inspireret til et oprør på tværs af distrikterne. Han beordrer hende til at bruge den kommende sejrstour til, at overbevise at alle hendes handlinger var på grund af ægte kærlighed til Peeta, ikke af trodsighed mod Capitol.
Da turen begynder, advarer Haymitch Abernathy, mentor til Katniss og Peeta, dem om, at deres forhold skal fortsætte i resten af deres liv. Katniss foreslår en offentlig forlovelse mellem hende og Peeta, som udføres og lykønsket af Snow på hans palæ i Capitol.
Ved hjemkomsten advarer Katniss hendes ven Gale Hawthorne om Snows trussel om at dræbe deres familier. Fredsbevarende styrker slå sig ned i Distrikt 12, og Gale bliver offentligt pisket efter at have angrebet den nye cheffredsvogter Romulus Thread. Snow annoncerer et særligt dødsspil, det tredje jubilæumsspil, hvor alle sonere vil blive udvalgt fra tidligere sejrherrer. Katniss vier sig straks til at sikre Peeta overlevelse, og rekruttere Haymitchs hjælp til at gøre det. Ved høsten trækker Effie Trinket Katniss og Haymitchs navne, men Peeta melder sig straks frivilligt til at tage Haymitchs plads.
Da de forbereder sig, afslører Haymitch, at alle vinderne er vrede over at blive returneret til legene og rådgiver en tilbageholdende Katniss til at danne alliancer. I interviews før legene, bærer Katniss sin brudekjole, som bestilt af præsident Snow, men hendes stylist Cinna rigge den til at transformere sig til en repræsentation af en sladredrossel. Peeta meddeler, at de skal have en baby, hvilket vækker forargelse, og publikum i Capitol begynder at råbe, at legene skal stoppes. Lige før Katniss kommer ind i arenaen, bliver Cinna alvorligt slået som straf for kjolen og bliver slæbt ud, mens Katniss ser hjælpeløst til.
I legene allierede Katniss sig med Finnick Odair og den ældre Mags fra Distrikt 4. Arenaens ydre kraftfeltet chokerer Peeta, stopper hans hjerteslag indtil genopliver Finnick ham. Gruppen flygter fra en giftig tåge, og Mags ofrer sig for at undgå at stoppe dem. Da onde mandriller angriber, bliver Peeta reddet af den uventede vinder fra Distrikt 6. Gruppen undslipper til en strand og finder Distrikt 3s Wiress og Beetee og Distrikt 7s Johanna Mason. Wiress opdager, at arenaen er udformet som et ur med regelmæssige farer hver time, men bliver dræbt kort efter i en kamp, mens Katniss og Johanna dræber Cashmere og Gloss, som er bror og søster fra distrikt 1.
Beetee foreslår at bruge en af farer, et træ, der er ramt af lynet hver 12. time, og en spole af tråd til at electrostarte kuplen. Gruppen forbereder fælden, da Johanna pludselig rammer Katniss i hovedet, bedøver hende, og diskret skærer hendes sporingsenhed ud fra hendes arm. Katniss vender tilbage til træet og finder en bevidstløs Beetee med wiren fra træet fastgjort til et improviseret spyd. Da hun ikke kan finde Peeta, angriber Katniss næsten Finnick, men Finnick får hende til at overveje "hvem den virkelige fjende er", som Haymitch havde rådet hende til før legene. Katniss lægger den resterende ledning til en pil og skyder det ind i arenaens kraftfelt som lyn hits, der forårsager en strømafbrydelse, der ødelægger kuplens kraftfelt samt Capitols overvågning.
Katniss vågner i et fly for at finde Haymitch, Beetee, Finnick, og Plutarch Heavensbee, spilmesteren, der er afsløret et oprør mod Snow. Han fortæller hende, at de er bundet til Distrikt 13 , hovedkvarteret for det nye oprør, og at halvdelen af sonerne var klar over planen om at flygte med Katniss, som symbol for det voksende oprør. De var ude af stand til at redde Peeta og Johanna, der blev taget af Capitol. En fortvivlet Katniss angriber Haymitch. Hun vågner senere for at finde Gale ved hendes side, som beroliger hende med at hendes familie er i sikkerhed, men fortæller hende, at Distrikt 12 ikke længere eksisterer.

## Medvirkende
- Jennifer Lawrence som Katniss Everdeen
- Josh Hutcherson som Peeta Mellark
- Liam Hemsworth som Gale Hawthorne
- Woody Harrelson som Haymitch Abernathy
- Elizabeth Banks som Effie Trinket
- Lenny Kravitz som Cinna
- Philip Seymour Hoffman som Plutarch Heavensbee
- Jeffrey Wright som Beetee Latier
- Stanley Tucci som Caesar Flickerman
- Donald Sutherland som Præsident Snow
- Toby Jones som Claudius Templesmith
- Willow Shields som Primrose Everdeen
- Sam Claflin som Finnick Odair
- Lynn Cohen som Mags
- Jena Malone som Johanna Mason
- Amanda Plummer som Wiress